# Invasionen af Kurilerne
Invasionen af Kurilerne, også kaldet Kurilernes landgangsoperation (russisk: Курильская десантная операция) var den sovjetiske militær operation, med det formål at erobre Kurilerne fra japanerne i 1945, som en del af den sovjetiske invasion af Manchuriet, da planerne om en landgang på Hokkaido blev opgivet.
Operationen fandt sted mellem den 18. august og 1. september, af det 87. riffelkorps (gardegeneralløjtnant A.S. Ksenofontov) fra den 16. armé (generalløitnant L. G. Cheremisov) fra den 2. fjernøstlige front, herunder dele af Kamtjatkaforsvarsområdet (generalmajor A.R.Gnechko chef), skibe og transport fra militærbasen i Petropavlovsk (kaptajn D.G.Ponomarev) og med støtte fra den 128. luftbårne division.
Succesfulde militære operationer af den sovjetiske hær i Manchuriet og sydsakhalin skabte de nødvendige forudsætninger for invasion af Kurilerne, som var blevet besat af den japanske 91. infanteridivision (øerne Shiashkotan, Paramushir, Shumshu og Onekotan), den 42. division (Shimushiro), det 41. fritstående regiment (Matua), den 129. fritstående brigade (Urup) og den 89. infanteridivision (øerne Iturup og Kunashiri). Den japanske kommandant var generalløjtnant Tsutsumi Fusaki.
Indledende rekognoscering blev foretaget af to minetrawlere ТЩ-589 og ТЩ-590, der med sig havde en afdeling af tropper fra den 113. separate riffelbrigade (kaptajnløjtnant G.I. Brunshtein) den 28. august. Landgangen fandt sted i Rubetzubugten på Iturup. Samme dag blev elementer af det 87. riffelkorps sat i land af torpedobåde, minetrawlere og transportskibe (der sejlede fra havnen i Otomari) på Kunashir, Shikotan og fem mindre øer Sibotzu, Taraku Shima, Uri Shima, Akiuri og Suiseto. Landgangene på Iturup blev fortsat af den 355. riffeldivision som også gik i land på den mindre Urup.
Den 23. august overgav de 20.000 mand store japanske garnisoner sig på øerne som led i den generelle overgivelse af Japan.
Mellem den 22. august og den 1. september besatte russerne alle Kurilerne uden yderligere modstand.